# Asomadilla
Asomadilla es un barrio de la ciudad de Córdoba (España), perteneciente al distrito Norte-Sierra. Está situado en zona este del distrito. Limita al noroeste y al norte con el barrio de El Brillante; al nordeste, con el barrio de El Naranjo; al sur, con el barrio de Cámping; y al oeste, con el barrio de El Tablero.

## Lugares de interés
- Parque de la Asomadilla